# FC Zaanstreek in het seizoen 1964/65
Het seizoen 1964/1965 was het eerste jaar in het bestaan van de Kooger betaaldvoetbalclub FC Zaanstreek. Aan het eind van het vorige seizoen nam de nieuw opgerichte club de proflicentie over van KFC. De club kwam uit in de Tweede divisie A en eindigde daarin op de zesde plaats. Tevens deed de club mee aan het toernooi om de KNVB beker, hierin werd in de eerste ronde verloren van Feijenoord (1–2).

## Wedstrijdstatistieken

### Tweede divisie A
|       | AGOVV | Cambuur | EDO   | De Graafschap | Haarlem | Heerenveen | Hilversum | PEC   | RCH   | Tubantia | Vitesse | Wageningen | ZFC   | Zwartemeer | Zwolsche Boys |
| ----- | ----- | ------- | ----- | ------------- | ------- | ---------- | --------- | ----- | ----- | -------- | ------- | ---------- | ----- | ---------- | ------------- |
| Thuis | 0 – 1 | 0 – 0   | 2 – 0 | 2 – 1         | 3 – 0   | 4 – 0      | 1 – 0     | 6 – 0 | 2 – 1 | 0 – 3    | 1 – 2   | 0 – 3      | 2 – 1 | 2 – 0      | 2 – 3         |
| Uit   | 1 – 0 | 1 – 1   | 1 – 3 | 1 – 3         | 1 – 1   | 1 – 1      | 0 – 1     | 2 – 2 | 1 – 3 | 3 – 2    | 3 – 1   | 1 – 1      | 1 – 1 | 0 – 0      | 1 – 1         |

### KNVB Beker
| 1e ronde                                           | FC Zaanstreek   | 1 – 2 (0 – 0) | Feijenoord                                 |
| 4 oktober 1964 Plaats: Koog aan de Zaan Breestraat | Ger Clement 63' |               | 53' Gerard Bergholtz 75' Frans Bouwmeester |

## Statistieken FC Zaanstreek 1964/1965

### Eindstand FC Zaanstreek in de Nederlandse Tweede divisie A 1964 / 1965
| Stand | Gespeeld | Gewonnen | Gelijk | Verloren | Punten | Doelpunten voor | Doelpunten tegen |
| ----- | -------- | -------- | ------ | -------- | ------ | --------------- | ---------------- |
| 6e    | 30       | 13       | 9      | 8        | 35     | 48              | 33               |

### Topscorers
| #              | Naam                         | Goal |
| -------------- | ---------------------------- | ---- |
| 1.             | Cees Groot                   | 11   |
| 2.             | Ger Clement                  | 9    |
| 3.             | Piet Ouderland               | 5    |
| 3.             | Jan van Veen                 | 5    |
| 5.             | Fred Jaski                   | 4    |
| 6.             | Henk van Vlierden            | 3    |
| 7.             | Wim de Jager                 | 2    |
| 7.             | Hans Paauwe                  | 2    |
| 7.             | Hennie Schipper              | 2    |
| 10.            | Cees Molenaar                | 1    |
| 10.            | Ab Parreé                    | 1    |
| 10.            | Cees Smit                    | 1    |
| 10.            | Dick Twisk                   | 1    |
| Eigen doelpunt |                              |      |
| –              | Jan de Vries (Zwolsche Boys) | 1    |
| Totaal         | Totaal                       | 48   |

| #      | Naam        | Goal |
| ------ | ----------- | ---- |
| 1.     | Ger Clement | 1    |
| Totaal | Totaal      | 1    |